# Nash Metropolitan
Nash Metropolitan — американский автомобиль, собиравшийся в Англии и продававшийся с 1953 по 1961 год.

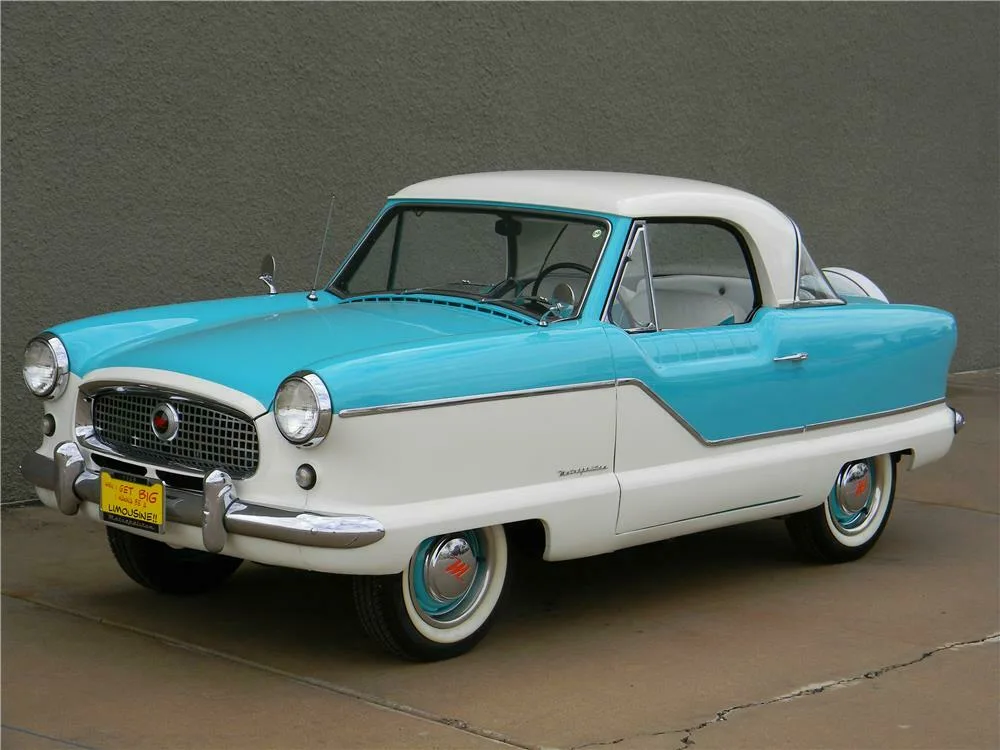
Metropolitan (1955—1962)

Относится к двум классам транспортных средств: к экономичным автомобилям и субкомпактным автомобилям.
Metropolitan также продавался под маркой Hudson после того, как Nash и Hudson объединились в 1954 году, образовав American Motors Corporation (AMC), а в последующие годы под самостоятельным брендом Rambler. Экспортировался в зарубежные страны.